# Арагон
Араго́н (исп. и араг. Aragón [aɾaˈɣon]; кат. Aragó [aɾaˈɣo]) — испанское автономное сообщество. Расположено на севере Испании и граничит с Францией и автономными сообществами Кастилия-Ла-Манча, Кастилия-Леон, Каталония, Риоха, Наварра и Валенсия. Днём Арагона является 23 апреля — день Святого Георгия (исп. San Jorge), покровителя региона.

## Физико-географическая характеристика
Площадь Арагона составляет 47 719 км² (четвёртый регион Испании по площади после Андалусии, Кастилии-Ла-Манча и Кастилии-Леона), из которых 17 274 км² приходится на Сарагосу, 15 636 км² на Уэску и 14 808 км² на Теруэль.

### Рельеф

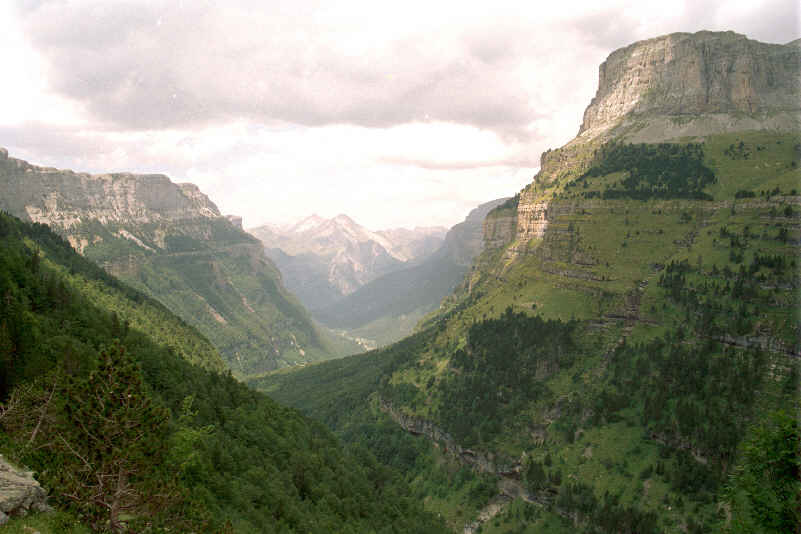
Валье-де-Ордеса

В арагонских Пиренеях находятся одни из самых высоких гор этой системы, отделяющей Испанию от Франции, самыми значительными среди них являются: Ането (исп. Aneto, 3404 м), Монте-Пердидо (исп. Monte Perdido, 3355 м), Пердигеро (исп. Perdiguero, 3221 м), Котьелья (исп. Cotiella, 2912 м). В Пиренеях находится Национальный парк Ордеса и Монте-Пердидо (исп. Parque Nacional de Ordesa y Monte Perdido).

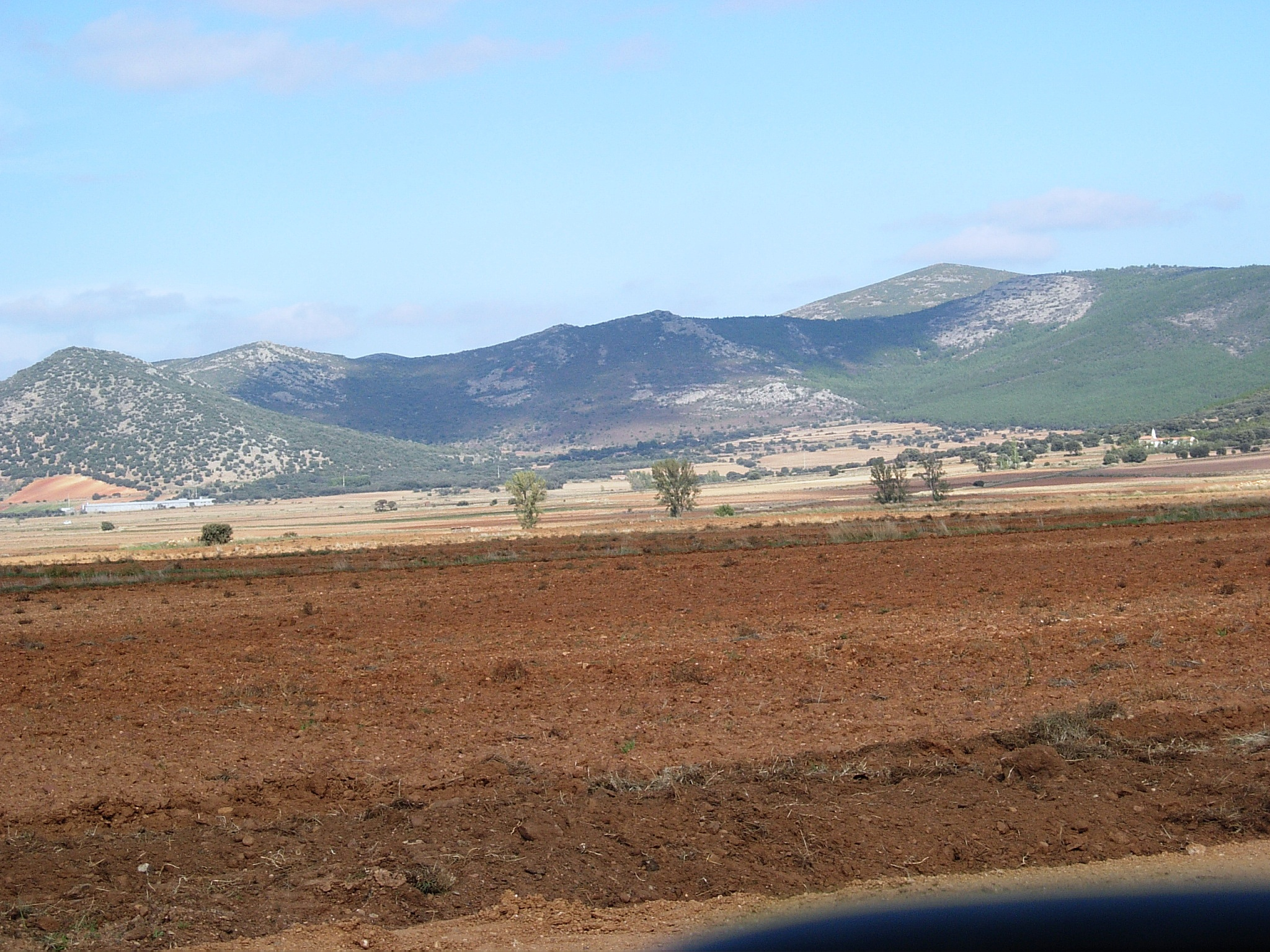
Арагонский пейзаж, провинция Сарагоса

### Климат
Хотя в целом климат Арагона можно отнести к промежуточному между средиземноморским и континентальным, на территории Арагона существует большое количество мест с различным микроклиматом, что обусловлено орографией региона. Средние температуры зависят от высоты. В долине Эбро зимы — относительно мягкие, а летом температура может достигать 40 градусов. В горных районах зимы значительно длинней, а средние температуры на 10 меньше, чем в долине.

### Гидрография

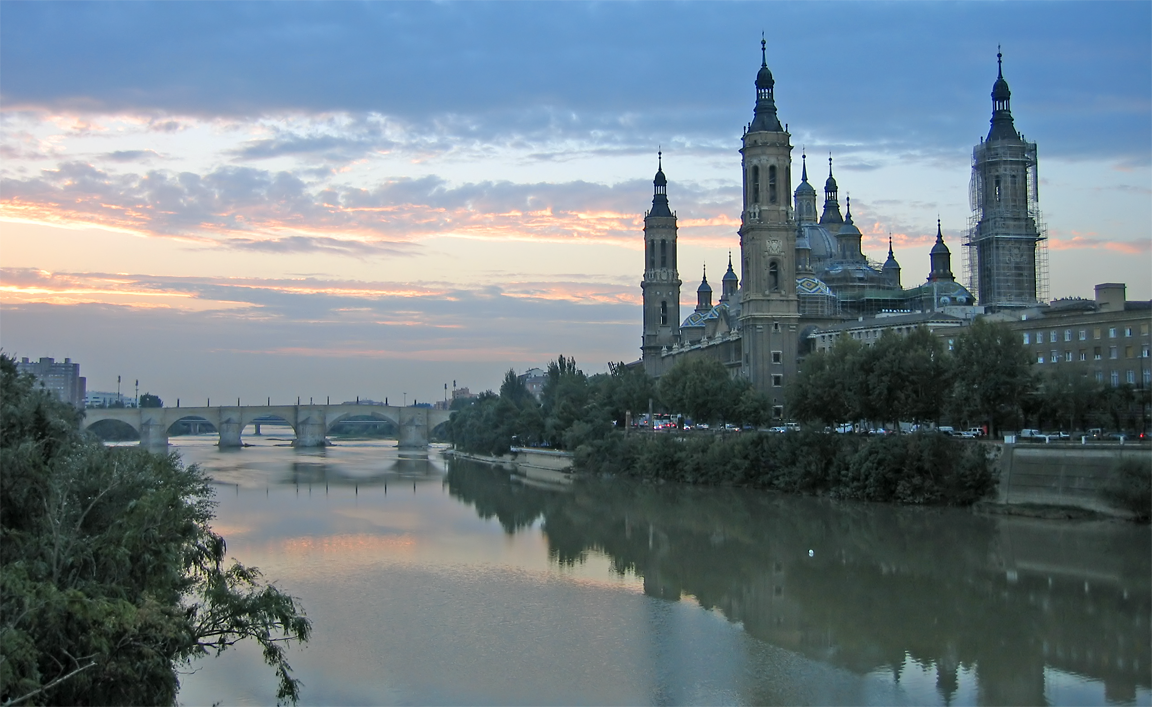
Эбро в Сарагосе

Большинство арагонских рек являются притоками Эбро, самой многоводной реки Испании, которая делит регион на две части. Из притоков левого берега реки, то есть рек, берущих начало в Пиренеях, выделяются Арагон, которая берёт начало в Уэске, но впадает в Эбро на территории Наварры, Гальего (исп. Gállego) и Синка (исп. Cinca), которая сливается с Сегре (исп. Segre) перед впадением в Эбро. На правом берегу выделяются Халон (исп. Jalón), Уэрва (исп. Huerva) и Гуадалупе (исп. Guadalupe).
В русле Эбро, вблизи от границы с Каталонией, находится Мекиненское водохранилище (исп. Embalse de Mequinenza, 1530 гм³, длина — 110 км). Известное в народе как «Арагонское море» (исп. Mar de Aragón).
В Пиренеях находятся небольшие горные озёра, которые называются ибонами (исп. Ibones). Эти озёра образовались во время последнего оледенения и обычно находятся на высоте свыше 2000 метров (см. также: Астанес).

## История
Люди появились на землях, которые ныне образуют автономное сообщество Арагон, ещё в доримскую эпоху, но Арагон, как и большинство современных регионов севера Испании, возник в Средние века. Название Арагон было впервые задокументировано в 828 году, когда возникло небольшое франкское графство между реками, носящими его название, Арагоном (исп. Río Aragón) и его притоком Арагоном Субордан (исп. Río Aragón Subordán). Территория Арагона вплоть до начала XI в. входила в состав королевства Наварра.

### Независимость

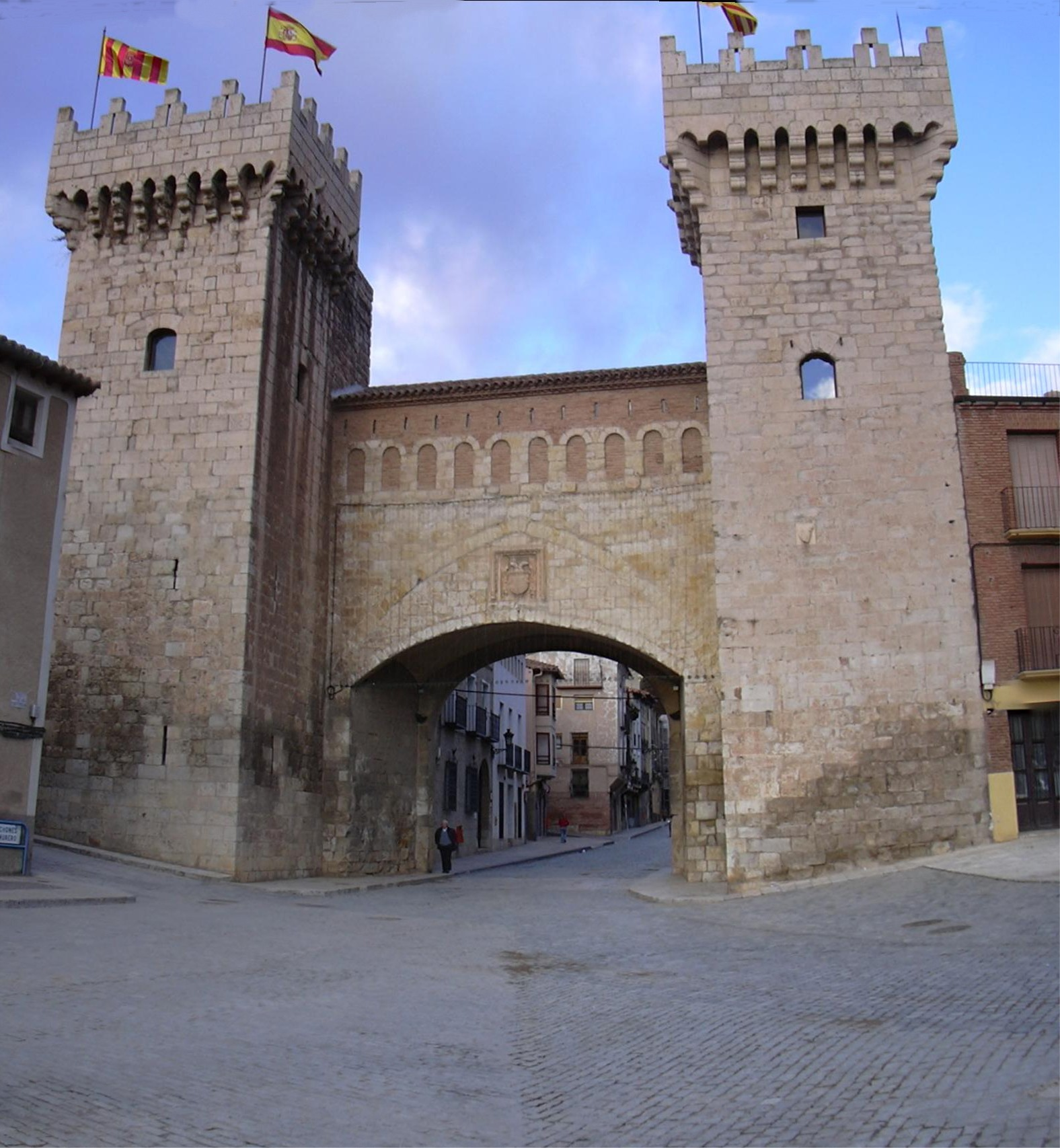
Ворота Дароки

В 1035 Арагон стал самостоятельным королевством. В 1118 король Альфонсо I отвоевал Сарагосу, ставшую столицей Арагона, и расширил границы государства за реку Эбро. В 1137 с Арагоном на основе личной унии было объединено Барселонское графство; затем в Арагон были включены и другие земли Каталонии, королями Арагона стали графы Барселонские. В 1172 было присоединено графство Руссильон, в 1229—1235 отвоёваны у мавров Балеарские острова (где в 1276 образовалось суверенное королевство Мальорка, вновь завоёванное Арагоном в 1344—1349), в 1238 — Валенсия. В 1282—1302 короли Арагона утвердились в Сицилии, в 1326 — на Сардинии, в 1442 за счёт унии — в Неаполитанском королевстве.

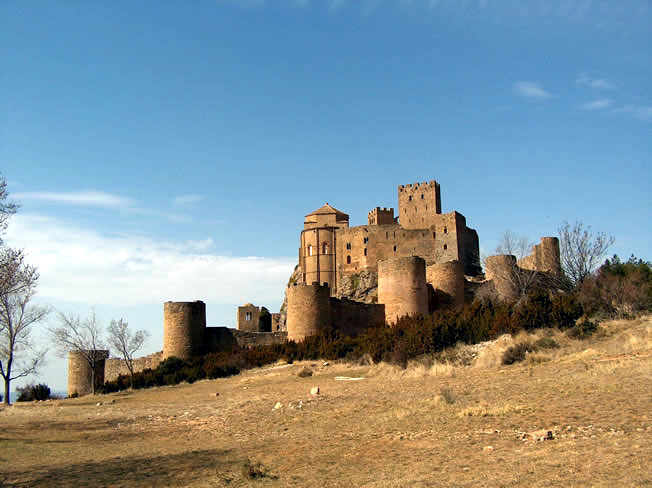
Замок Лоарре

В составе королевства Арагон наиболее экономически развитыми были Каталония и Валенсия, сохранявшие значительную самостоятельность (свои кортесы, законодательство и управление); собственно Арагон был одной из наиболее экономически отсталых областей; тем не менее, политическое господство принадлежало Арагону, сильная сплочённая знать которого обеспечила себе огромные привилегии в эксплуатации населения как Арагона, так и подвластных ему земель. Сарагосские кортесы 1281 года юридически закрепили тяжёлые формы крепостной зависимости крестьян. В XIII—XIV вв. крепостное право в Арагоне и Каталонии усилилось (в Арагоне сохранялось до XVII в., в отличие от Каталонии, где было уничтожено в 1486). Политика арагонских королей определялась кортесами (появившимися в Арагоне в 1071), отражавшими интересы высшей знати. «Генеральная привилегия» Педро III (1276—1285) в 1283 и «Привилегия унии» Альфонса III (1285—1291) в 1287 предоставили знати право защищать свои вольности с оружием в руках (вплоть до низложения короля). Отменой «Привилегии унии» в середине XIV в. вмешательство знати в управление государством было несколько ограничено; однако власть феодалов над крестьянами была полностью сохранена.
Брак Фернандо II Арагонского с Исабель I Кастильской, заключённый в 1469 году в Вальядолиде, позднее привёл к объединению обоих королевств с помощью унии.

### XVIII—XIX века
Во время Войны за испанское наследство Арагон (так же, как и остальные территории Короны: Каталония, Валенсия и Мальорка) поддержал эрцгерцога Карла (archiduque Carlos) (из династии Габсбургов) в борьбе против бурбонского претендента Фелипе V. После битвы под Альмансой (1707) Фелипе V упразднил арагонские фуэрос, принял ряд централистских мер и отменил все древние законы Арагона. Арагон практически превратился в провинцию.
При создании первой провинциальной системы Испании (1822) Арагон состоял из четырёх провинций, Калатаюд оставался четвёртой провинцией вплоть до ухода Фернандо VII и конца либералов. После второй территориальной реформы осталось только три провинции (Уэска, Теруэль и Сарагоса). В течение XIX века карлисты, искавшие новых союзников, предлагали восстановить прошлые свободы.

### XX век
В начале века в Арагоне действовала небольшая националистическая партия Арагонское государство, выступавшая за отделение Арагона от Испании.
10 августа 1982 года глава государства и председатель правительства подписали органический закон, принятый кортесами, содержащий Статус об автономии Арагона. 7 мая 1992 года специальная комиссия арагонских кортесов создала новый текст закона, который был принят кортесами Арагона и Испании.

## Административное деление

Провинции Арагона

| Провинция | Адм. центр | Население, чел. (2011) | Площадь, км² | Комарки | Кол-во муниципалитетов |
| --------- | ---------- | ---------------------- | ------------ | --- | ---------------------- |
| Сарагоса  | Сарагоса   | 973 325                | 17 274       | Аранда, Бахо-Арагон-Каспе, Кампо-де-Бельчите, Кампо-де-Борха, Кампо-де-Кариньена, Кампо-де-Дарока, Синко-Вильяс, Комунидад-де-Калатаюд, Рибера-Альта-дель-Эбро, Рибера-Баха-дель-Эбро, Тарасона-и-эль-Монкайо, Вальдехалон, Сарагоса | 293                    |
| Уэска     | Уэска      | 227 609                | 15 636       | Альто-Гальего, Бахо-Синка, Синка-Медио, Ойя-де-Уэска, Хасетания, Ла-Литера, Монегрос, Рибагорса, Собрарбе, Сомонтано-де-Барбастро | 202                    |
| Теруэль   | Теруэль    | 144 607                | 14 808       | Бахо-Мартин, Хилока, Куэнкас-Минерас, Андорра-Сьерра-де-Аркос, Большой Теруэль, Маэстрасго, Сьерра-де-Альбаррасин, Гудар-Хаваламбре, Матаррания                                                                                      | 236                    |

## Демография
Численность населения столиц провинций:
- Сарагоса (исп. Zaragoza) — 647 373.
- Уэска (исп. Huesca) — 48 530.
- Теруэль (исп. Teruel) — 33 238.

Другие города:
- Калатаюд (Calatayud) — 20 263.
- Эхеа-де-лос-Кабальерос (исп. Ejea de los Caballeros) — 16 941.
- Монсон (исп. Monzón) — 15 806.
- Барбастро (исп. Barbastro) — 15 778.
- Альканьис (исп. Alcañiz) — 15 130.
- Утебо (исп. Utebo) — 14 037.
- Фрага (исп. Fraga) — 13 284.
- Хака (исп. Jaca) — 12 553.
- Тарасона (исп. Tarazona) — 10 875.
- Сабиньаниго (исп. Sabiñánigo) — 9 023.
- Бинефар (исп. Binéfar) — 8 890.
- Каспе (исп. Caspe) — 8 206.

Источник INE (Instituto Nacional de Estadística — Национальный институт статистики), 1 января 2005.
Согласно переписи 1991 года в Арагоне было 1 178 000 жителей, то есть 2,95 % от численности населения страны. Плотность населения составляла 25,2 чел./км².
В 2005 году численность населения выросла до 1 269 027 жителей. Это означает, что почти половина населения Арагона проживает в Сарагосе.

### Языковая ситуация

Большинство жителей Арагона говорят на кастильском (испанском) языке, который является официальным. В некоторых районах региона живут носители арагонского и каталанского языков.
- Кастильский является официальным языком и распространён на всей территории региона. Местный кастильский имеет отличительные черты, обусловленные влиянием арагонского языка.
- На арагонском языке говорят в небольших населённых пунктах в Уэске. Общее число носителей — около 12 000.
- На каталанском говорят в некоторых комарках на востоке Арагона, в так называемой Франхе.

См. также: арагонский диалект испанского языка.

## Политика
Согласно первому разделу Статута об автономии Арагона институтами, обладающими политической властью в Арагоне, являются: Кортесы Арагона, Председатель, Генеральная депутация Арагона и Верховный судья («Юстиция») Арагона.

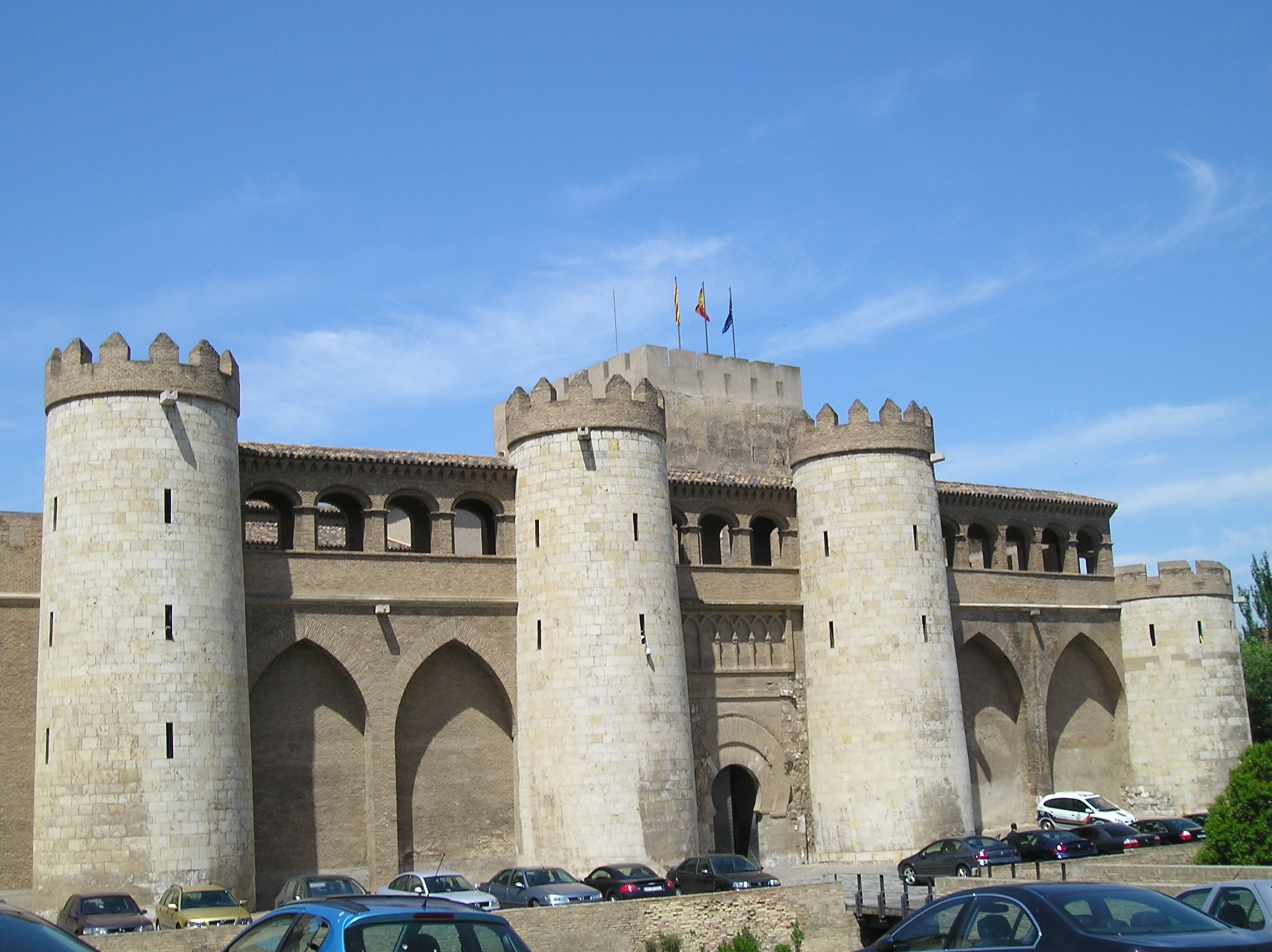
Арагонские Кортесы

Арагонские кортесы являются законодательным органом Арагона. В состав кортесов входит 67 депутатов, разделённых в настоящее время на 5 партий (PSOE, PP, PAR, CHA, IU). Кортесы располагаются во дворце Альхаферия.
Распределение мест в кортесах (2006):
- PSOE: 27 мест.
- PP: 22 места.
- CHA: 9 мест.
- PAR: 8 мест.
- IU: 1 место.

Председателем правительства с 5 июля 2015 года является Хавьер Ламбан (Javier Lambán).
Генеральная депутация — правительство Арагона — состоит из председателя и советников (исп. consejeros). Депутация располагается в здании Пиньятелли
(исп. Pignatelli).
Верховный судья («Юстиция») Арагона — должность, схожая с должностью омбудсмана (в Испании — «Защитник народа», Defensor del Pueblo), в чью задачу входит защита прав и свобод арагонцев. Находится во дворце Армихо (исп. Palacio de Armijo).
Консультативными органами правительства Арагона являются «Экономический и социальный совет Арагона» (исп. Consejo Económico y Social de Aragón) и «Юридическая консультативная комиссия» (исп. Comisión Jurídica Asesora).

## Культура

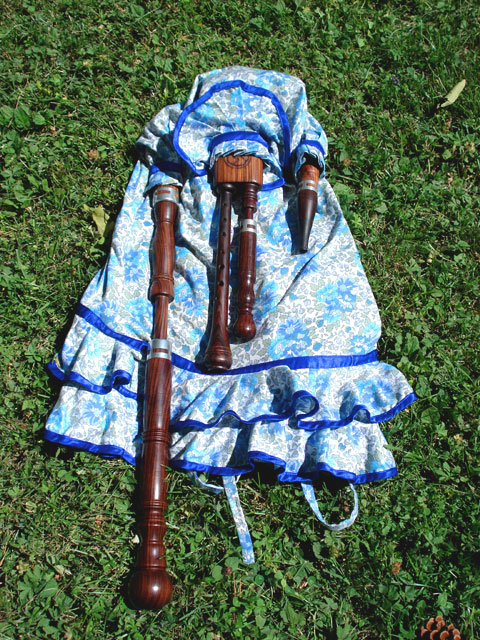
Арагонская волынка

Народным танцем арагонцев является энергичная и весёлая хота. Танец изобилует движениями и прыжками. В арагонской музыке традиционно используются такие инструменты как чикотен, чифло (флейта), гайта де бото (волынка), дульсайна и аккордеон.
В некоторых районах исполняется танец с мечами, имитирующий бой между маврами и христианами.